# Maurice Anthony Crowley
Maurice Anthony Crowley SPS (* 11. Mai 1946 in Berrings) ist ein irischer Ordensgeistlicher und emeritierter römisch-katholischer Bischof von Kitale.

## Leben
Maurice Anthony Crowley trat der Ordensgemeinschaft der St. Patrick’s Gesellschaft für auswärtige Missionen bei und empfing am 4. Juni 1972 die Priesterweihe. 
Papst Johannes Paul II. ernannte ihn am 3. April 1998 zum Bischof von Kitale. Die Bischofsweihe spendete ihm der Kardinalpräfekt der Kongregation für die Evangelisierung der Völker, Jozef Kardinal Tomko, am 15. August desselben Jahres; Mitkonsekratoren waren Philip Arnold Subira Anyolo, Bischof von Kericho, und Cornelius Kipng’eno Arap Korir, Bischof von Eldoret. Vom 22. November 2017 bis zum 1. Februar 2020 war er während der Sedisvakanz zusätzlich Apostolischer Administrator des Bistums Eldoret.
Am 4. November 2022 nahm Papst Franziskus das von Maurice Anthony Crowley aus Altersgründen vorgebrachte Rücktrittsgesuch an.